# 日本経済新聞社東京本社ビル
日本経済新聞社東京本社ビル（にほんけいざいしんぶんしゃとうきょうほんしゃビル）は、東京都千代田区大手町にある超高層ビルである。日本経済新聞社（日経新聞）の東京本社ビルである。大手町連鎖型再開発（第1次）で整備された。

## 概要
日本経済新聞社東京本社ビル（日経ビル）は、大手町連鎖型都市再生プロジェクトの第一次事業として、都市再生機構の取得した大手町合同庁舎の跡地にJAビルと経団連会館との3棟一体で建設されたもので、2009年4月に竣工した。地下3階、地上31階建て。3棟は大型のガラス屋根で覆われた低層部のカンファレンスモールで自由に行き来が可能となっている。当初はビルを1棟にまとめる案も検討されたが、圧迫感があることから採用されなかった。
1階エントランスと2階の展示・セミナー空間を結んでいる部分にはグエナエル・ニコラが、輪転機から出てくる新聞紙をイメージしてデザインしたメディアウォールを設置。7台のプロジェクターで紙面や映像ニュース、日経平均などをリアルタイムで伝えている。外装のフィンはペンをモチーフにしており、映り込みによって様々に表情が変わる。

## 日経ホール
日経ホール（にっけいホール）は本ビルの3階から5階にあるホール。主に株主総会や講演会、室内楽の演奏会などに使用されている。ホールは、「知の森」をイメージして、側壁にブナ材を練り付けた円柱を並べ、木立の中のホールを演出した。